# ماعز حبشي
الماعز الحبشية هي سلالة غنم سعودية منتشرة بمنطقة الحجاز ونجد، وسبب تسميتها بالحبشية لأن ألوان أذنيها يسمى حبش باللهجة المحلية لدى أهل الجزيرة العربية.

## مواصفات الماعز الحبشية
- ذات شعر كثيف.
- رقبة قصيرة.
- اليدين قليلتي الشعر مقارنة بالرجلين.
- ثديها متدلي بشكل واضح ويكاد يلامس الأرض.
- ذات قدره عالية في مواجهة الامراض وتتحمل الأجواء الحارة والباردة.
- تتحمل الترحال مع البدو وتقطع المسافات الطويله وتصبر على العطش والجوع.